# Русская интеллигенция
В русскоязычной культуре Российской империи XIX века, Советского Союза и современной России, интеллигенция — общественная прослойка людей, занятых сложным умственным трудом, в чьи функции входит как критика, так и руководство в формировании культуры и политической идеологии общества.

## История

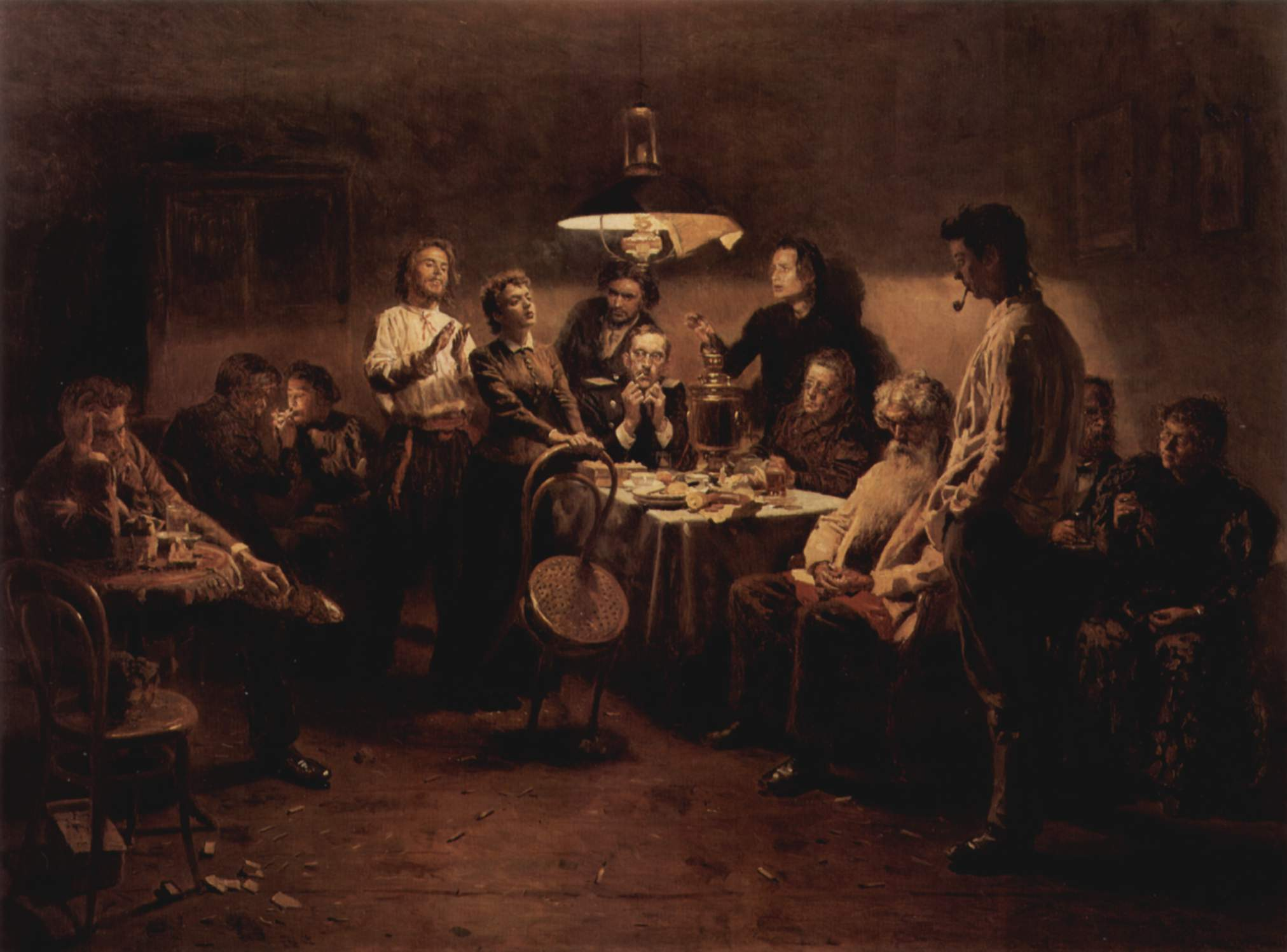
Картина В. Е. Маковского «Вечеринка» (1897). На картине изображены представители «трех поколений русской интеллигенции», обсуждающие насущные вопросы.

### До революции
В России, помимо профессионализации знания, формирование прослойки интеллигенции подготовлено дворянским этапом освободительной борьбы против самодержавного абсолютизма и крепостного права, политизацией журналистской мысли, усилением роли и значения печати в 1840-х годов, расцветом «толстых журналов» после 1865 года и распространением народнического движения. Слово «интеллигенция», заимствованное из польского языка, стало употребляться с середины 1850-х годов, и распространилось из русского в другие языки. Считается, что автором нового употребления слова «интеллигенция» в значении социальной группы был П. Д. Боборыкин.
В эпоху 1840-х журнальная борьба повлияла на формирование различных идеологических позиций внутри русской интеллигенции, в частности борьба западников, «считавших Россию и Европу единым культурно-историческим целым и выступавших «за утверждение демократических свобод» и славянофилов, «объединенных идеей особого пути развития России на основе православия и общинности».
Представителей русской интеллигенции объединяла общая система ценностей и приоритетов, таких как, например, либеральная идеология, демократизм в поведении, отрицание аристократических предрассудков, гражданственность, сознание необходимости общественных изменений, обеспечивающих классовую справедливость, а также гуманитарное образование, научное мышление, творческий подход к деятельности во имя общественной пользы.
Что касается численности интеллигенции, то по данным переписи 1897 года в Российской империи 170 тыс. чел. занимались педагогическим трудом, 16,9 тыс. были врачами, 4 тыс. — инженерами и технологами, 1 тыс. человек занималась библиотечным делом, 5 тыс. человек — книжной торговлей, было 18 тыс. художников и артистов, 3 тыс. ученых и литераторов.

#### Формирование интеллигенции
Николай Бердяев писал: «Интеллигенция была у нас идеологической, а не профессиональной и экономической группировкой, образовавшейся из разных социальных классов, сначала по преимуществу из более культурной части дворянства, позже из сыновей священников и диаконов, из мелких чиновников, из мещан и, после освобождения, из крестьян».
В русской предреволюционной культуре в трактовке понятия «интеллигенция» критерий занятий умственным трудом отошёл на задний план. Главными признаками русского интеллигента стали выступать озабоченность судьбами своего отечества (гражданская ответственность); стремление к социальной критике, к борьбе против общественной несправедливости и ущемления человеческих прав и свобод, способность нравственно сопереживать «униженным и оскорбленным» (чувство моральной сопричастности).
Благодаря группе русских философов серебряного века, авторов сборника «Вехи. Сборник статей о русской интеллигенции» (1909), интеллигенция стала определяться в первую очередь через противопоставление официальной государственной власти. При этом понятия «образованный класс» и «интеллигенция» были разведены на основании этого критерия. Критическое отношение к царскому правительству было предопределено симпатиями русской интеллигенции к либеральным и социалистическим идеям.

#### Разночиннаяинтеллигенция
Одной из тем дискуссий начала XX века стало место интеллигенции в социальной структуре общества. Одни настаивали на внеклассовом подходе: интеллигенция не представляла собой никакой особой социальной группы и не относилась ни к какому классу, но становится над классовыми интересами и выражает общечеловеческие идеалы (Н. А. Бердяев, М. И. Туган-Барановский, Р. В. Иванов-Разумник). Другие (Н. И. Бухарин, А. С. Изгоев и др.) рассматривали интеллигенцию в рамках классового подхода, но расходились в вопросе о том, к какому классу/классам её относить. Одни считали, что к интеллигенции относятся люди из разных классов, но при этом они не составляют единой социальной группы, и надо говорить не об интеллигенции вообще, а о различных видах интеллигенции (например, по виду интеллектуальной деятельности и сфере занятий: творческой, инженерно-технической, университетской, академической (научной), педагогической и т. д.; а также буржуазной, пролетарской, крестьянской и даже люмпен-интеллигенции).

### Советское время

Судьба «старой» дореволюционной интеллигенции в советских лагерях на аллегорической картине Е. Иванова: ватник, валенки, «чинарь» и пенсне — нехитрый багаж лагерного интеллигента

#### После революции, всоветское время
Советское государство, и в годы послевоенной разрухи, и тем более в годы индустриализации, зависело от технической интеллигенции, доставшейся в наследство от царских времён. При этом, многие такие специалисты были скептически настроены к новым коммунистическим лозунгам. Тезис о возможном «предательстве» таких специалистов был выдвинут ещё основоположниками марксизма.
М. Горький рассказывал в 1931 году, на заседании редакционного совета издательства ВЦСПС, по поводу замысла своего произведения «Жизнь Клима Самгина»:

Эта книга затеяна мною давно, после первой революции пятого — шестого года, когда интеллигенция, считавшая себя революционной, — она и действительно принимала кое-какое фактическое участие в организации первой революции, — в седьмом — восьмом годах начала круто уходить направо. Тогда появился кадетский сборник «Вехи» и целый ряд других произведений, которые указывали и доказывали, что интеллигенции с рабочим классом и вообще с революцией не по дороге. У меня явилось желание дать фигуру такого, по моему мнению, типичного интеллигента. Я их знал лично и в довольно большом количестве, но, кроме того, я знал этого интеллигента исторически, литературно, знал его как тип не только нашей страны, но и Франции и Англии. Этот тип индивидуалиста, человека непременно средних интеллектуальных способностей, лишенного каких-либо ярких качеств, проходит в литературе на протяжении всего XIX века. Этот тип был и у нас. Человек — член революционного кружка, затем вошёл в буржуазную государственность в качестве её защитника.
Вам, вероятно, не нужно напоминать о том, что та интеллигенция, которая живёт в эмиграции за границей, клевещет на Союз Советов, организует заговоры и вообще занимается подлостями, эта интеллигенция в большинстве состоит из Самгиных. Многие из людей, которые сейчас клевещут на нас самым циничным образом, были людьми, которых не я один считал весьма почтенными… Мало ли было людей, которые круто повернулись и для которых социальная революция органически неприемлема. Они себя считали надклассовой группой. Это оказалось неверным, потому что, как только случилось то, что случилось, они немедленно обернулись спиной к одному классу, лицом — к другому. Что же ещё сказать? Мне хотелось изобразить в лице Самгина такого интеллигента средней стоимости, который проходит сквозь целый ряд настроений, ища для себя наиболее независимого места в жизни, где бы ему было удобно и материально и внутренне.

#### Сталинские репрессии

Новая «пролетарская» интеллигенция, не оправдав «высокого доверия» Партии и Вождя, повторяет крестный путь старой интеллигенции. «По этапу». Картина Е. Иванова

Арестам в это время подвергались «бывшие» — помещики, белые, «кулаки», «буржуи», «торговцы», «попы и церковники», а также группы старой русской интеллигенции. Обвиняемыми в основном являлись (например, по Делу Промпартии, 1930; Дело Трудовой крестьянской партии («контрреволюционной эсеровско-кулацкой группы Чаянова — Кондратьева»), 1930) представители так называемой «буржуазной интеллигенции».
Точное число репрессированных в тот период до сих пор не известно.
В феврале 1949 года пресса начала кампанию по борьбе с «космополитами», имевшую явный антисемитский характер. В первые месяцы того года сотни евреев из числа интеллигенции были арестованы в Москве и Ленинграде.
Была выращена новая, т. н. советская интеллигенция. Советский актёр театра и кино Георгий Бурков в своём дневнике отмечает всплеск интереса в советском обществе в 1980-е годы к социально-экономическим преобразованиям за рубежом, японскому и южнокорейскому экономическому чуду, описывая невозможность повторения чего-либо подобного советским обществом из-за утраты подлинной интеллигенции и потери интеллектуальной культуры:

Мы сначала вынужденно, правда, с очень сильными оговорками, признали послевоенное Японское чудо, а потом, уже безо всяких оговорок, стали восхищаться японским гением и японскими предприимчивостью и трудолюбием. Совсем забыв при этом, что речь идет о капиталистической стране, которая только что была монархической и отставала от нас в общественном устройстве на столетия. Впереди, к слову сказать, ещё будет разговор о Тайване и Южной Корее. Да и о многом другом. Но ведь националистические идеи, на которых, кстати, вырвалась Япония (и Западная Германия отчасти), очень были сильны в России накануне 1917-го. «Русская Идея» вынашивалась и вымучивалась всем XIX веком. Два фашизма (наш и японско-германский) привели к совершенно противоположным результатам. Почему такое случилось? Почему мещанство взяло верх у нас? Почему всё гениальное было безжалостно истреблено? Я даже не говорю просто о физическом уничтожении людей. Я имею в виду уничтожение идей, которые нас давно бы уже вывели в сферы недосягаемости, если бы они были осуществлены хотя бы на треть. «Мы» продержались до того момента, пока связь времен не была прервана окончательно. Старая интеллигенция уничтожена либо вымерла, изолированная от народа. И в этом видится зловещая поступательность революции, а не отступление от неё.
Техническая интеллигенция (научно-техническая интеллигенция)
- Центральная комиссия по улучшению быта учёных / Наука в СССР / Рабочая аристократия

Творческая интеллигенция
- см. Культура СССР

### Постсоветские времена
В современной России и русской диаспоре:

«…конец 1991 года — это пик демократического движения. Оно собирало миллионные митинги в Москве и имело колоссальную поддержку в стране <…> главной базой поддержки демократического движения была, прежде всего, интеллигенция — и научно-техническая, и инженерная, и творческая. Она-то и создала все демократическое движение того времени. В то же время было совершенно ясно, что преобразования по своему характеру таковы, что они неизбежно наиболее болезненно скажутся именно на этой социальной группе. Мы хорошо понимали, что значительная часть этой социальной группы работает на оборонку, на военно-промышленный комплекс, и хорошо понимали, что у страны нет финансовых ресурсов для поддержания этого комплекса на прежнем уровне. Это означало, что первая часть реформ, финансовая стабилизация, неизбежно и очень жестко ударит именно по этой категории населения».— Анатолий Чубайс, в интервью журналу Forbes, 4 марта 2010 года.
В.С. Савчук, опираясь на мнение Г.С. Кнабе и С.Б. Рассадина, высказывался, что за последние 20 лет «произошло обесценивание внутренней нормы интеллигентного бытия», что можно констатировать «факт исчезновения интеллигенции как сколько-нибудь замечательного социокультурного слоя». 
в культуре
- х/ф На полпути в Париж (2001)

## Оценки и мнения
Мне приходит в голову, что те несимпатичные жалкие черты эмигрантской интеллигенции, которые бичует Горький, они есть в скрытом виде и у теперешней интеллигенции правящей. Иначе как можно объяснить всё наше замечательное головотяпство, наше неумение орудовать точным инструментом разума, наше постоянное завирательство, склочность, лакейство. Всё это общие черты наши, и я их одинаково ненавижу, за границей ли они, или у нас. Я поэтому ненавижу всю русскую интеллигенцию. И я считаю, что с нею нужно бороться на каждом шагу, каждый день. Я уверен, что в этом и только в этом спасение большевистской идеи. Горький, вероятно, будет очень разочарован, когда увидит, сколько узости, глупости, дешёвого эгоизма вносит сейчас наша интеллигенция в нашу жизнь. А сколько лени, болтовни. И ужаснее всего то, что по этой истеричной тупой бабе равняется наша молодёжь» (РГАЛИ, ф. 332, оп. 5, ед. хр. 38, лл. 43-43 об.).
— А. С. Макаренко. Цит. по .

«... неужели ты не знала, что ничего мещанистее нашей интеллигенции нет на свете и не было. Если мне когда-нибудь хотелось быть большевиком, то только тогда, когда у меня особенно развивалась ненависть к интеллигенции, и при этом специально к русской. Я умел видеть мещанина в самых героических бестиях. И если бы и Ваш большевизм не был создан той же русской мещанской интеллигенцией, то я обязательно сделался бы большевиком.
... Есть люди, есть очень большие и интересные люди, только их не нужно искать в семейных гнёздах нашей якобы интеллигенции» (там же, ед. хр. 41, л. 28).
— А. С. Макаренко (из письма жене). Цит. по .

В 30-е же годы совершилось и новое, уже необъятное, расширение «интеллигенции»: по государственному расчёту и покорным общественным сознанием в неё были включены миллионы государственных служащих, а верней сказать: вся интеллигенция была зачислена в служащих, иначе и не говорилось и не писалось тогда, так заполнялись анкеты, так выдавались хлебные карточки. Всем строгим регламентом интеллигенция была вогнана в служебно-чиновный класс, и само слово «интеллигенция» было заброшено, упоминалось почти исключительно как бранное. (Даже свободные профессии через «творческие союзы» были доведены до служебного состояния.) С тех пор и пребывала интеллигенция в этом резко увеличенном объёме, искажённом смысле и умаленном сознании. Когда же, с конца войны, слово «интеллигенция» восстановилось отчасти в правах, то уж теперь и с захватом многомиллионного мещанства служащих, выполняющих любую канцелярскую или полуумственную работу.
Партийное и государственное руководство, правящий класс, в довоенные годы не давали себя смешивать ни со «служащими» (они — «рабочими» оставались), ни тем более с какой-то прогнившей «интеллигенцией», они отчётливо отгораживались как «пролетарская» кость. Но после войны, а особенно в 50-е, ещё более в 60-е годы, когда увяла и «пролетарская» терминология, всё более изменяясь на «советскую», а с другой стороны и ведущие деятели интеллигенции всё более допускались на руководящие посты, по технологическим потребностям всех видов управления, — правящий класс тоже допустил называть себя «интеллигенцией» (это отражено в сегодняшнем определении интеллигенции в БСЭ), и «интеллигенция» послушно приняла и это расширение.
Насколько чудовищно мнилось до революции назвать интеллигентом священника, настолько естественно теперь зовётся интеллигентом партийный агитатор и политрук.
Так, никогда не получив чёткого определения интеллигенции, мы как будто и перестали нуждаться в нём. Под этим словом понимается в нашей стране теперь весь образованный слой, все, кто получил образование выше семи классов школы.
По словарю Даля образовать в отличие от просвещать означает: придать лишь наружный лоск.
Хотя и этот лоск у нас довольно третьего качества, в духе русского языка и верно по смыслу будет: сей образованный слой, всё, что самозванно или опрометчиво зовётся сейчас «интеллигенцией», называть образованщиной.
— Из статьи «Образованщина» А. И. Солженицына.

Русская интеллигенция была трансплантацией: западным интеллектуальством, пересаженным на русскую казарменную почву. Специфику русской интеллигенции породила специфика русской государственной власти. В отсталой России власть была нерасчлененной и аморфной, она требовала не специалистов-интеллектуалов, а универсалов: при Петре — таких людей, как Татищев или Нартов, при большевиках — таких комиссаров, которых легко перебрасывали из ЧК в НКПС, в промежутках — николаевских и александровских генералов, которых назначали командовать финансами, и никто не удивлялся. Зеркалом такой русской власти и оказалась русская оппозиция на все руки, роль которой пришлось взять на себя интеллигенции. «Повесть об одной благополучной деревне» Б. Вахтина начинается приблизительно так (цитирую по памяти): «Когда государыня Елизавета Петровна отменила на Руси смертную казнь и тем положила начало русской интеллигенции…» То есть когда оппозиция государственной власти перестала физически уничтожаться и стала, худо ли, хорошо ли, скапливаться и искать себе в обществе бассейн поудобнее для такого скопления. Таким бассейном и оказался тот просвещенный и полупросвещенный слой общества, из которого потом сложилась интеллигенция как специфически русское явление. Оно могло бы и не стать таким специфическим, если бы в русской социальной мелиорации была надежная система дренажа, оберегающая бассейн от переполнения, а его окрестности — от революционного потопа. Но об этом ни Елизавета Петровна, ни её преемники по разным причинам не позаботились…
…Мы видели, как критерий классической эпохи, совесть, уступает место двум другим, старому и новому: с одной стороны, это просвещенность, с другой стороны, это интеллигентность как умение чувствовать в ближнем равного и относиться к нему с уважением. Лишь бы понятие «интеллигент» не самоотождествилось, расплываясь, с понятием «просто хороший человек», (Почему уже неудобно сказать «я интеллигент»? Потому что это все равно что сказать «я хороший человек».) Самоумиление опасно.
— Из книги М. Гаспарова «Записки и выписки»

## Отношение к религии
Российский религиовед Е. Элбакян среди важных отличительных черт интеллигенции выделяет «„религиозное настроение“, причудливо переплетающееся с атеистической идеологией» и отражаемое в «некритической вере интеллигенции в силу разума, добровольном стремлении к бедности и мессианском восприятии своего служения народу».
Доктор ист. наук В. Мокшин отмечает, что данное противоречие «Элбакян вполне справедливо объясняет переходным состоянием тогдашнего общества».